# Glyptotherium texanum
Glyptotherium texanum (лат.) — вид ископаемых броненосцев, обитавших в плиоцене — плейстоцене (5,333—0,0117 млн лет назад) от Северной до Центральной Америки. Типовой вид рода Glyptotherium. Достигали длины 1,8 м и массы — до тонны. Обладали толстым панцирем, сходным с черепашьим, но образованным из сотен небольших шестигранных чешуек.